# Giro del Piemonte 1930
Il Giro del Piemonte 1930, ventunesima edizione della corsa, si svolse il 29 giugno 1930 su un percorso di 259 km con partenza e arrivo a Torino. Riservato a ciclisti di II e III categoria (professionisti Iuniors e indipendenti), fu vinto dall'italiano Ambrogio Morelli, che completò il percorso in 8h46'00" precedendo i connazionali Aldo Canazza e Fabio Battesini. Conclusero la prova 15 dei 32 ciclisti al via.

## Percorso
Organizzata dal quotidiano torinese La Stampa in collaborazione con l'U.S. Torinese, la prova prese il via dal Lingotto e si avviò verso Alba attraversando Carignano e Carmagnola; superata Alba, si salì a Neive per scendere quindi in direzione Alessandria via Nizza e Bergamasco. Da qui cominciò il rientro verso il traguardo di Torino con transito da Felizzano, Quattordio, Asti, Serravalle, le salite di Montechiaro e Cocconato, Castelnuovo, Moriondo Torinese e Chieri.

## Ordine d'arrivo (Top 10)
| Pos. | Corridore          | Squadra    | Tempo    |
| ---- | ------------------ | ---------- | -------- |
| 1    | Ambrogio Morelli   | Gloria     | 8h46'00" |
| 2    | Aldo Canazza       | -          | a 1"     |
| 3    | Fabio Battesini    | Maino      | a 6'00"  |
| 4    | Aristide Cavallini | Dei        | s.t.     |
| 5    | Augusto Zanzi      | S.C. Binda | s.t.     |
| 6    | Vittorio Crovesi   | -          | s.t.     |
| 7    | Vasco Vaglini      | -          | a 17'00" |
| 8    | Carlo Rovida       | Gloria     | s.t.     |
| 9    | Anselmo Del Mastro | -          | s.t.     |
| 10   | Carlo Romanatti    | S.C. Binda | s.t.     |